# Migdolus exul
Migdolus exul es una especie de escarabajo del género Migdolus, familia Cerambycidae. Fue descrita por Auguste Lameere en 1915. Habita en Brasil.